# シルヴァースタイン

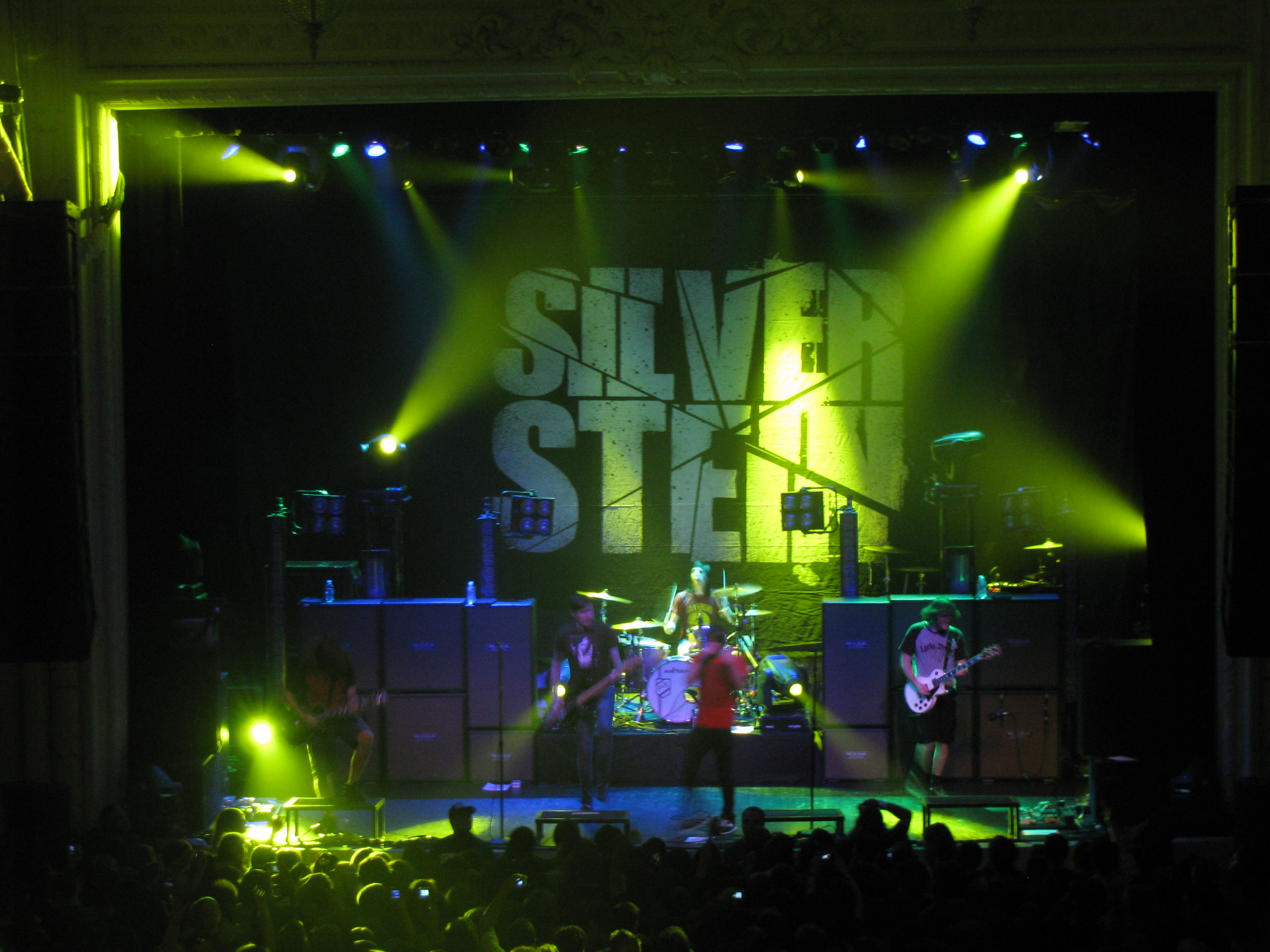
Silverstein 2008

シルヴァースタイン (Silverstein) とは、カナダ,オンタリオ州,ブリントンにて結成されたポスト・ハードコアバンドである。
多くのポスト・ハードコアバンドが楽曲から絶叫を外す、いわゆる「脱スクリーム」を行うなか、初期からの音楽性を守りながらも、未だに熱狂的な人気を保っている数少ないバンドの一つである。

## 現在のメンバー
- シェーン・トールド / Shane Told –（ヴォーカル）
- ポール・マーク・ルセア / Paul Marc Rousseau –（ギター）
- ジョッシュ・ブラッドフォード / Josh Bradford -（ギター）
- ビル・ハミルトン / Bill Hamilton –（ベース）
- ポール・コーラー / Paul Koehler –（ドラムス）

### 旧メンバー
- リチャード・マックウォルター / Richard McWalter -（ギター 2000-2002）
- ニール・ボシャート / Neil Boshart –（ギター 2001-2012）

## 略歴
2000年に、カナダ,オンタリオ州,ブリントンにて結成。バンド名は、アメリカの有名な詩人「Shel Silverstein」からとった。まもなくして、1stEP「Summer's Stellar Gaze」をリリース。
2001年12月、インターネット掲示板で新メンバーの募集を募い、新たにビル・ハミルトンがバンドに加入することになる。しかし、2002年春にギターを担当していたリチャード・マックウォルターがバンドから脱退する。同年4月に2ndEP「When the Shadows Beam」をリリースし、同年10月には大手インディーズレコードのビクトリー・レコードと契約を結ぶ。
2003年5月20日、1stアルバム『When Broken Is Easily Fixed』をリリース。
2005年8月16日、2ndアルバム『Discovering the Waterfront』をリリース。ビルボードアルバムチャートにて、初登場34位を記録し、販売累計も40万枚を突破。
2006年5月、バンド初となる来日公演を行う。その後、「Warped Tour 2006」に出場。
2007年7月3日、3rdアルバム『Arrivals & Departures』をリリース。ビルボードアルバムチャートにて、初登場25位を記録する。
2008年1月、人気パンクバンドMxPxとのカップリングツアーのため、来日を果たす。
2009年3月31日、4thアルバム『A Shipwreck in the Sand』をリリース。ビルボードアルバムチャートにて、初登場33位を記録する。
2010年6月8日には、初のライヴCD&DVD「Decade (Live at the El Mocambo)」をリリース。その後、インディーズレーベルのホープレス・レコードへと移籍した。12月7日には、同レーベルから初の音源となる、ミニアルバム「Transitions 」をリリースしている。
2011年4月26日には、5thアルバム『Rescue』をリリースした。
2012年9月、10年以上バンドに在籍していたニールがバンドから脱退。代わりに、ポール・マーク・ルセアが加入した。
2013年2月5日、6thアルバム『This Is How the Wind Shifts』をリリース。

## ディスコグラフィー

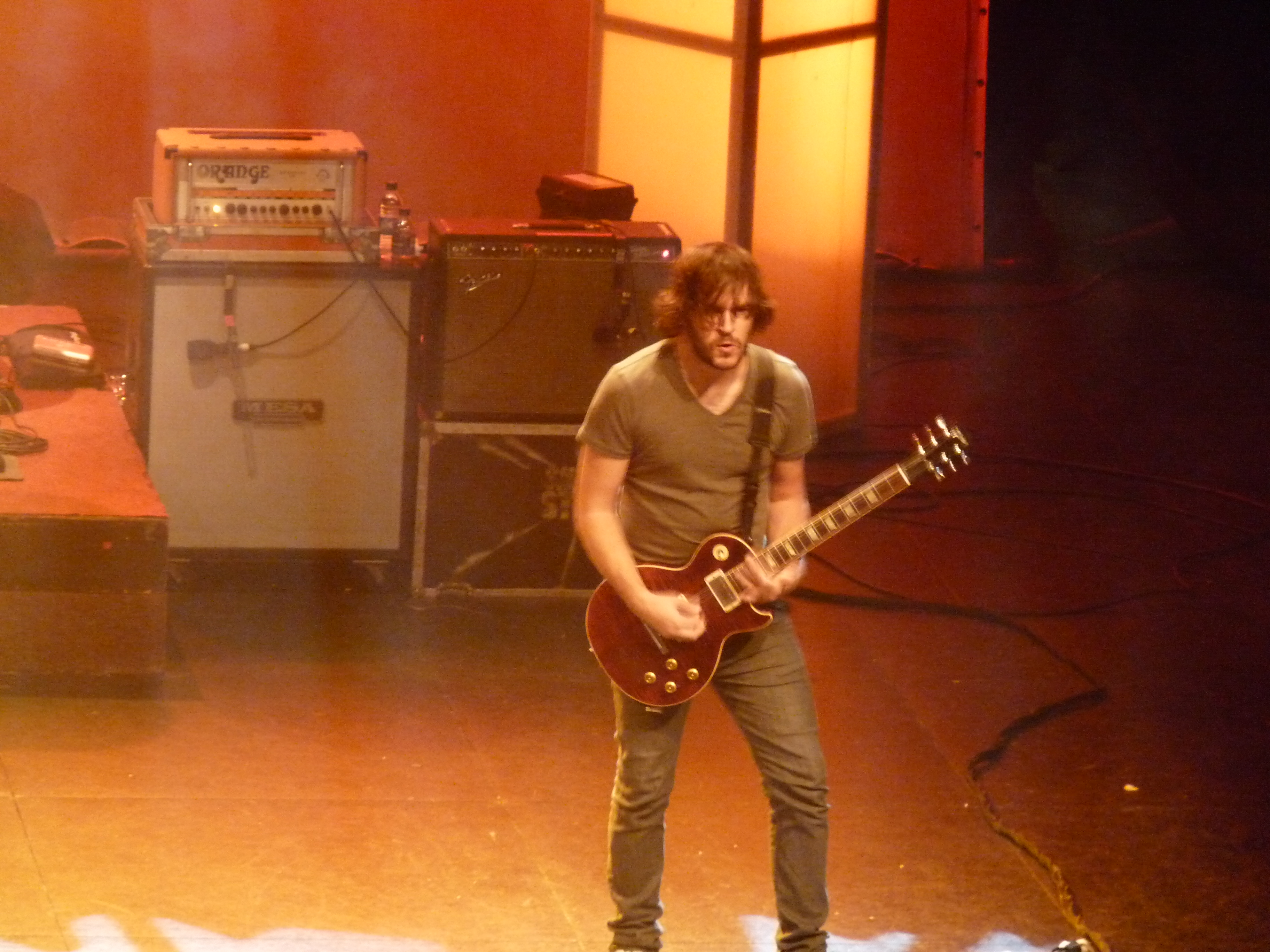
ニール・ボシャート

### アルバム
| 発売日        | アルバムのタイトル          | 販売レーベル     | 全米ビルボードアルバムチャート最高位 | セールス |
| ------------- | --------------------------- | ---------------- | ------------------------------------ | -------- |
| 2003年5月20日 | When Broken Is Easily Fixed | Victory Records  | -                                    | -        |
| 2005年8月16日 | Discovering the Waterfront  | Victory Records  | 34位                                 | 40万枚＋ |
| 2007年7月3日  | Arrivals & Departures       | Victory Records  | 25位                                 | -        |
| 2009年3月31日 | A Shipwreck in the Sand     | Victory Records  | 33位                                 | -        |
| 2011年4月26日 | Rescue                      | Hopeless Records | 38位                                 | -        |
| 2013年2月5日  | This Is How the Wind Shifts | Hopeless Records | 59位                                 | -        |

### シングル
| 発表年 | 曲名                            | 各チャート最高位 | 各チャート最高位 | 収録アルバム                |
| 発表年 | 曲名                            | Hot 100          | Modern Rock      | 収録アルバム                |
| ------ | ------------------------------- | ---------------- | ---------------- | --------------------------- |
| 2004年 | "Giving Up"                     | -                | -                | When Broken is Easily Fixed |
| 2005年 | "Smashed Into Pieces"           | -                | -                | When Broken is Easily Fixed |
| 2006年 | "Smile in Your Sleep"           | -                | -                | Discovering the Waterfront  |
| 2006年 | "Discovering the Waterfront"    | -                | -                | Discovering the Waterfront  |
| 2006年 | "My Heroine"                    | -                | -                | Discovering the Waterfront  |
| 2007年 | "If You Could See Into My Soul" | -                | -                | Arrivals & Departures       |
| 2008年 | "Still Dreaming"                | -                | -                | Arrivals & Departures       |
| 2009年 | "Vices"                         | -                | -                | A Shipwreck In The Sand     |

### EP
- Summer's Stellar Gaze (2000年)
- When the Shadows Beam (2002年)
- Transitions（2010年）

### ライヴCD
- Decade (Live at the El Mocambo) (2010年)